# Mammalian Species
Mammalian Species è una collana zoologica pubblicata dalla American Society of Mammalogists dal 1969, che ogni anno presenta da 15 a 25 monografie dedicate a diverse specie di mammiferi. L’opera è distribuita attraverso la stessa American Society of Mammalogists, Oxford University Press e BioOne. Nell’aprile 2021 ha raggiunto il numero 1000 con un fascicolo dedicato alla iena maculata (Crocuta crocuta).

## Contenuto
I singoli volumi della collana offrono descrizioni complete di singole specie, realizzate da esperti internazionali affiliati alla American Society of Mammalogists o da studiosi associati. Ciascun ritratto, di norma lungo fra tre e quattordici pagine, copre tutti gli aspetti principali della biologia dell’animale: dalla morfologia all’ecologia, dalla distribuzione alla biologia del comportamento, fino a fisiologia, tassonomia e storia fossile della specie.